# Wereldkampioenschap voetbal 2018 (Groep A) Uruguay - Saoedi-Arabië
Dit artikel gaat over de wedstrijd in groep A tussen Uruguay en Saoedi-Arabië die gespeeld werd op woensdag 20 juni 2018 tijdens het wereldkampioenschap voetbal 2018. Het duel was de 19e wedstrijd van het toernooi.

## Voorafgaand aan de wedstrijd
- Uruguay stond bij aanvang van het toernooi op de 14e plaats van de FIFA-wereldranglijst.[1]
- Saoedi-Arabië stond bij aanvang van het toernooi op de 67e plaats van de FIFA-wereldranglijst.[2]
- De confrontatie tussen de nationale elftallen van Uruguay en Saoedi-Arabië vond tweemaal eerder plaats.[3]
- Het duel vond plaats in het Nieuwe Zenitstadion in Sint-Petersburg. Dit stadion werd in 2017 geopend en heeft een capaciteit van 66.881.

## Wedstrijdgegevens[4]
| Datum                | 20 juni 2018                                                                                   | 20 juni 2018                                                                                   |
| Wedstrijdnummer      | 19                                                                                             | 19                                                                                             |
| Stadion              | Nieuwe Zenitstadion, Sint-Petersburg                                                           | Nieuwe Zenitstadion, Sint-Petersburg                                                           |
| Toeschouwers         | 42.678                                                                                         | 42.678                                                                                         |
| Scheidsrechter       | Clément Turpin                                                                                 | Clément Turpin                                                                                 |
| Assistenten          | Nicolas Danos Cyril Gringore                                                                   | Nicolas Danos Cyril Gringore                                                                   |
| Vierde official      | John Pitti                                                                                     | John Pitti                                                                                     |
| Videoscheidsrechters | Szymon Marciniak Pawel Sokolnicki (assistent) Paweł Gil (assistent) Daniele Orsato (assistent) | Szymon Marciniak Pawel Sokolnicki (assistent) Paweł Gil (assistent) Daniele Orsato (assistent) |
| Man van de wedstrijd | Luis Suárez                                                                                    | Luis Suárez                                                                                    |
|                      | Uruguay                                                                                        | Saoedi-Arabië                                                                                  |
| Doelpunten           | 1                                                                                              | 0                                                                                              |
| Gele kaarten         | 0                                                                                              | 0                                                                                              |
| Rode kaarten         | 0                                                                                              | 0                                                                                              |
| Wissels              | 3                                                                                              | 3                                                                                              |
| Schoten op doel      | 7                                                                                              | 5                                                                                              |
| Schoten naast doel   | 6                                                                                              | 3                                                                                              |
| Overtredingen        | 10                                                                                             | 13                                                                                             |
| Hoekschoppen         | 3                                                                                              | 4                                                                                              |
| Buitenspel           | 1                                                                                              | 2                                                                                              |
| Vrije trappen        | 15                                                                                             | 11                                                                                             |
| Balbezit (%)         | 47                                                                                             | 53                                                                                             |

| Uruguay | 1 – 0        | Saoedi-Arabië |
| Luis Suárez 23' | goals        | |
| Oscar Tabárez | bondscoach   | Juan Antonio Pizzi |
| Fernando Muslera José Giménez Diego Godín Guillermo Varela Martín Cáceres Carlos Sánchez 82' Rodrigo Bentancur Cristian Rodríguez 59' Matías Vecino 59' Luis Suárez Edinson Cavani | opstellingen | Mo Al-Owais Osama Hawsawi Ali Al-Bulaihi Mohammed Al-Burayk Yasir Al-Shahrani Salman Al-Faraj 75' Hattan Bahebri Abdullah Otayf 44' Taisir Al-Jassim Salem Al-Dawsari 78' Fahad Al-Muwallad |
| Lucas Torreira 59' Diego Laxalt 59' Nahitan Nández 82' | wissels      | 44' Housain Al-Mogahwi 75' Mohammed Kanno 79' Mohammad Al-Sahlawi |
| | gele kaarten | |
| | rode kaarten | |